# TV7 (Algérie)
Pour les articles homonymes, voir TV7.
Ne doit pas être confondu avec TV6 (Algérie).
TV7 (en arabe : الجزائرية السابعة), aussi appelée El Maarifa, est une chaîne de télévision publique algérienne à vocation éducative lancée le 19 mai 2020,. La chaîne est diffusée en arabe.

## Histoire
La création de la chaine thématique est décidée le 10 mai 2020 au conseil des ministres. L'objectif est d'avoir une chaine d'enseignement à distance pendant la fermeture des écoles et des universités à cause de la pandémie de COVID-19. le lancement de la chaîne le 19 mai 2020 coïncide avec la cinquante-sixième journée nationale de l'étudiant,.

## Diffusion
La chaîne est diffusée par le satellite algérien Alcomsat-1ainsi que le satellite Nilesat.